# Cybele (planetoïde)
(65) Cybele is een grote planetoïde in het buitenste deel van de planetoïdengordel tussen de banen van de planeten Mars en Jupiter. Cybele heeft een gemiddelde diameter van ongeveer 240 km en draait om de zon in een ellipsvormige baan, die iets meer dan 3,5° helt ten opzichte van de ecliptica. Tijdens een omloop varieert de afstand tot de zon tussen de 3,073 en 3,794 astronomische eenheden.

## Ontdekking en naamgeving
Cybele werd op 8 maart 1861 ontdekt door de Duitse astronoom Wilhelm Tempel in Marseille. Tempel ontdekte een paar dagen eerder planetoïde (64) Angelina en zou in totaal vijf planetoïden ontdekken.
Cybele is genoemd naar Cybele, een moedergodin uit de Frygische mythologie.

## Eigenschappen
Cybele draait in 4,041 uur om haar eigen as. Ze wordt door spectraalanalyse ingedeeld bij de C-type planetoïden, wat betekent dat ze een relatief laag albedo heeft en een donker oppervlak. C-planetoïden zijn rijk in organische verbindingen.
Tijdens een sterbedekking in 1979 werden aanwijzingen gevonden voor een natuurlijke satelliet met een diameter van 11 km.